# Pithecia isabela
Pithecia isabela — вид мавп сакі, тип мавп Нового Світу. Це ендемік невеликої частини північного Перу.

## Розповсюдження
Він відомий лише з невеликої частини північного Перу в околицях національного заповідника Пакайя-Самірія.

## Характеристики
Ці тварини досягає загальної довжини від 76 до 92 см, хвіст від 40 до 48 см. Самці чорнуватого кольору з легкими крапками на спині та руках і часто з мідним блиском. Самиці, як правило, темно-сірого кольору з коричневими кінчиками волосся. В обох статей верхівки рук і ніг вкриті короткими білими волосками. Вид характеризується білою плямою над кожним оком, рисою, яку Pithecia isabela поділяє з Pithecia napensis з еквадорської Амазонки. Однак у P. napensis плями розташовані набагато ближче одна до одної, поширюються разом на лоб і стають сивішими та поширюються на обличчя, тоді як у P. isabela вони значно менші та більш розсіяні та не поширюються на обличчя. P. napensis здається об’ємнішим і більшим, а самці мають світліші груди помаранчевого кольору, тоді як у самців P. isabela груди більш оранжево-коричневі.